# Antonella Bizioli
Antonella Luigina Bizioli (Villa d'Ogna, 29 marzo 1957) è un'ex maratoneta italiana.

## Biografia
Nata nel 1957 a Villa d'Ogna, in provincia di Bergamo, nel 1987 ha preso parte ai Mondiali di Roma, arrivando 12ª nella maratona in 2h38'52".
A 31 anni ha partecipato ai Giochi olimpici di Seul 1988, nella maratona, terminando 23ª con il tempo di 2h34'38".
3 anni dopo, nel 1991, ha vinto la Maratona di Venezia in 2h36'56". Nello stesso anno ha chiuso 12ª con il tempo di 2h32'30" in Coppa del mondo a Londra, vincendo contestualmente la medaglia d'argento insieme alla squadra italiana formata da lei, Anna Villani, 10ª e Laura Fogli, 13ª.
Nel 1995 ha conquistato la medaglia di bronzo in Coppa del mondo ad Atene, arrivando 16ª in 2h39'28", con Ornella Ferrara, 4ª e Maura Viceconte, 15ª.

## Palmarès
| Anno | Manifestazione  | Sede | Evento   | Risultato | Prestazione | Note |
| ---- | --------------- | ---- | -------- | --------- | ----------- | ---- |
| 1985 | Universiade     | Kōbe | Maratona | 5ª        | 2h54'09"    |      |
| 1987 | Mondiali        | Roma | Maratona | 12ª       | 2h38'52"    |      |
| 1988 | Giochi olimpici | Seul | Maratona | 23ª       | 2h34'38"    |      |

## Campionati nazionali
1982
- 17ª ai campionati italiani, 3000 m - 10'15"12

1983
- 13ª ai campionati italiani di corsa campestre

1984
- 6ª ai campionati italiani di maratona - 2h46'41"
- 5ª ai campionati italiani di maratonina - 1h15'13"

1985
- 9ª ai campionati italiani, 10000 m - 35'44"54

1986
- Argento ai campionati italiani di maratona - 2h46'37"
- 5ª ai campionati italiani di maratonina - 1h18'23"
- 19ª ai campionati italiani di corsa campestre

1988
- Bronzo ai campionati italiani di maratonina - 1h15'11"

1989
- 7ª ai campionati italiani di maratonina - 1h17'57"
- 6ª ai campionati italiani, 10000 m - 34'53"45

1990
- Bronzo ai campionati italiani di maratona - 2h34'54"

1991
- 11ª ai campionati italiani di corsa campestre - 21'58"

1994
- 13ª ai campionati italiani di corsa campestre - 21'35"

1995
- 5ª ai campionati italiani di corsa campestre - 24'01"

1996
- 10ª ai campionati italiani di maratonina - 1h16'59"
- 12ª ai campionati italiani, 10000 m - 34'55"76

## Altre competizioni internazionali
1983
- 6ª alla Stramilano ( Milano) - 1h22'26"
- 6ª al Cross di Volpiano ( Volpiano) - 15'11"
- 8ª al Cross di Cossato ( Cossato)

1984
- Bronzo alla 20 km di Parigi ( Parigi), 20 km - 1h09'10"
- Bronzo alla Corsa di Santo Stefano ( Bologna), 5 miglia - 28'26"
- 8ª al Cross di Volpiano ( Volpiano)

1985
- 25° agli IAAF World Women's Road Race Championships ( Gateshead), 15 km - 52'35"
- 11ª alla Maratona di Londra ( Londra) - 2h37'47"
- 13ª alla Stramilano ( Milano) - 1h17'42"
- 6ª al Campaccio ( San Giorgio su Legnano) - 14'37"
- Bronzo al Cross del Sud ( Termoli) - 17'00"

1986
- 16ª alla Maratona di New York ( New York) - 2h40'38"
- Oro alla Milano-Pavia ( Milano), 33 km - 2h03'06"
- Argento alla Roma-Ostia ( Roma), 30 km - 1h54'46"
- Oro alla Mezza maratona di Monza ( Monza) - 1h16'14"
- 7ª al Cross Regionale ( Civezzano) - 13'58"

1987
- 13ª alla Coppa del mondo di maratona ( Seul) - 2h36'39"
- 4ª alla Maratonina delle Quattro Porte ( Pieve di Cento) - 1h14'44"
- Oro a La Vallazza ( Molinella), 14,2 km - 48'43"
- Oro al Trofeo Sempione ( Milano), 11,5 km - 42'09"
- Oro alla Petroniana Top Star ( Bologna), 9,5 km - 33'44"
- Bronzo alla Quartu Corre ( Quartu Sant'Elena), 5,4 km - 18'32"
- 8ª al Campaccio ( San Giorgio su Legnano) - 15'11"

1988
- 13ª alla Coppa Europa di maratona ( Huy) - 2h36'38"
- Oro alla Maratona di Cesano Boscone ( Cesano Boscone) - 2h31'21"
- Oro alla Mezza maratona di Carpi ( Carpi) - 1h13'09"
- Argento alla Mezza maratona di Palermo ( Palermo) - 1h13'32"
- Argento alla Mezza maratona di Gualtieri ( Gualtieri) - 1h14'38"
- Argento al Giro di Riccione ( Riccione), 12 km - 42'50"
- Bronzo alla Lepre Marzolina ( Cremona), 6,5 km - 20'15"
- 5ª al Giro podistico internazionale di Pettinengo ( Pettinengo), 3 km - 9'44"
- 4ª alla Cinque Mulini ( San Vittore Olona) - 20'03"
- 8ª al Campaccio ( San Giorgio su Legnano) - 14'47"
- 19ª all'Amendoeiras em Flor ( Albufeira) - 21'28"
- Argento al Cross di Cossato ( Cossato) - 16'24"

1989
- 19ª alla Coppa del mondo di maratona ( Milano) - 2h42'10"
- Argento alla Maratona d'Italia ( Carpi) - 2h35'45"
- Oro alla Milano-Pavia ( Milano), 33 km - 1h56'49"
- Argento alla Mezza maratona di Monza ( Monza) - 1h12'30"
- Argento al Giro di Riccione ( Riccione), 12 km - 41'17"
- Argento al Circuito di Molinella ( Molinella) - 32'34"
- Oro al Trofeo Sempione ( Milano), 8,15 km
- Bronzo alla In Giro a la Cava ( Peschiera Borromeo), 7,25 km
- 8ª alla Quartu Corre ( Quartu Sant'Elena), 6,3 km - 22'00"
- 8ª alla BOclassic ( Bolzano), 5 km - 16'48"
- Argento al Trofeo Rione Castelnuovo ( Recanati), 5 km - 18'43"
- Oro a La Ciaspolada

1990
- 10ª alla Maratona di Londra ( Londra) - 2h31'34"
- Bronzo alla Maratona d'Italia ( Carpi) - 2h34'55"
- Oro alla Rimini-San Marino ( San Marino), 25 km - 1h47'11"
- Oro alla Mezza maratona di Monza ( Monza) - 1h11'43"
- Oro alla Mezza maratona di Mantova ( Mantova) - 1h13'50"
- Oro alla Mezza maratona di Acquanegra sul Chiese ( Acquanegra sul Chiese) - 1h17'33"
- Oro al Trofeo Lolli ( Zola Predosa), 14,75 km - 53'09"
- Argento al Palio di Matilde ( Vezzano), 13,5 km - 55'32"
- Argento alla Primavera dell'Amicizia ( Città di Castello) - 35'07"
- 5ª alla Montefortiana Turà ( Monteforte d'Alpone), 6 km - 20'10"
- 14ª alla BOclassic ( Bolzano), 5 km - 17'22"
- Argento al Carnevale d'Europa ( Cento), 3 miglia - 15'19"
- 6ª al Campaccio ( San Giorgio su Legnano) - 16'47"

1991
- 12ª alla Coppa del mondo di maratona ( Argento per la squadra italiana;  Londra) - 2h32'30"
- Oro alla Maratona di Venezia ( Venezia) - 2h36'56"
- Argento alla Maratona di Honolulu ( Honolulu) - 2h47'24"
- Oro alla Mezza maratona di Monza ( Monza) - 1h13'08"
- Bronzo alla Dieci miglia del Garda ( Navazzo), 10 miglia - 59'02"
- Argento alla Notturna di San Giovanni ( Cesena), 11,5 km - 40'15"
- 5ª alla Montefortiana Turà ( Monteforte d'Alpone), 6 km
- 4ª al Carnevale d'Europa ( Cento), 3 miglia - 15'38"
- 8ª al Trofeo Città di Conegliano ( Conegliano), 4 km
- 17ª alla Cinque Mulini ( San Vittore Olona) - 19'32"
- 7ª al Campaccio ( San Giorgio su Legnano) - 19'07"

1992
- Oro alla Mezza maratona di Tel Aviv ( Tel Aviv) - 1h14'32"
- Bronzo al Carnevale d'Europa ( Cento), 3 miglia - 16'00"
- 11ª al Campaccio ( San Giorgio su Legnano)
- 7ª al Cross del Gigante ( Inverigo) - 19'01"

1993
- Oro alla Maratonina di fine estate ( Cairo Montenotte) - 1h16'37"
- 7ª alla Mezza maratona del Garda ( Gargnano) - 1h17'22"
- Oro al Giro dei tre monti ( Imola), 15,4 km - 58'25"
- Bronzo alla Corsa di Santo Stefano ( Bologna), 5 miglia - 28'03"
- 4ª al Circuito di Molinella ( Molinella), 5 km - 17'22"

1994
- Bronzo alla Maratona di Torino ( Torino) - 2h36'55"
- Argento alla Maratona di Cesano Boscone ( Cesano Boscone) - 2h41'10"
- Oro alla Mezza maratona di Ravenna ( Ravenna) - 1h16'18"
- 5ª alla Vivitermoli ( Termoli) - 35'32"
- Bronzo alla Corsa di Santo Stefano ( Bologna), 5 miglia - 28'09"
- 8ª alla Montefortiana Turà ( Monteforte d'Alpone), 6 km - 20'20"
- Oro al Grand Prix del Sebino - 17'14"

1995
- 16ª alla Coppa del mondo di maratona ( Bronzo per la squadra italiana;  Atene) - 2h39'28"
- Oro alla Milano-Pavia ( Milano), 33 km - 2h05'37"
- Argento alla Maratonina delle Quattro Porte ( Pieve di Cento) - 1h14'02"
- Bronzo alla Mezza maratona dell'Alto Adige ( Egna) - 1h15'08"
- Oro alla Mezza maratona della Valcamonica ( Esine) - 1h17'45"
- 9ª alla Marseille-Cassis ( Marsiglia), 20,3 km - 1h15'26"
- 10ª al Trofeo Sant'Agata ( Catania), 5 km - 16'24"
- 4ª alla Scalata al castello ( Policiano), 4,2 km - 14'34"
- 6ª al Giro di Spilamberto ( Spilamberto), 3,8 km - 12'19"

1996
- 11ª alla Maratona di Houston ( Houston) - 2h38'17"
- Oro alla Milano-Pavia ( Milano), 33 km - 2h05'04"
- 4ª alla Roma-Ostia ( Roma) - 1h15'22"
- 10ª all'Humarathon ( Vitry-sur-Seine) - 1h16'21"
- Bronzo alla Mezza maratona della Valcamonica ( Esine)
- Argento al Miglianico Tour ( Miglianico), 18 km
- 10ª al Cross del Gigante ( Inverigo) - 15'38"

1997
- 11ª alla Maratona di Istanbul ( Istanbul) - 2h45'00"
- Argento alla Mezza maratona di Firenze ( Firenze) - 1h15'47"
- Bronzo alla Mezza maratona di Trieste ( Trieste) - 1h16'23"
- Oro alla Mezza maratona di Ravenna ( Ravenna) - 1h17'06"
- Oro alla Maratonina dell'Epifania ( Cremona-Casalmorano)
- Argento alla Strapiacenza ( Piacenza) - 35'55"
- 7ª al Giro podistico internazionale di Castelbuono ( Castelbuono), 5,6 km - 19'47"

1998
- 18ª alla Maratona di New York ( New York) - 2h46'30"
- Oro alla Milano-Pavia ( Milano), 33 km - 2h04'51"
- Oro alla Mezza maratona di Mantova ( Mantova) - 1h15'12"
- Argento alla Mezza maratona di Trieste ( Trieste) - 1h16'35"
- Oro alla Mezza maratona della Valcamonica ( Esine) - 1h17'02"
- Bronzo alla Mezza maratona di Ferrara ( Ferrara) - 1h17'18"

1999
- Oro alla Maratonina dell'Epifania ( Cremona-Casalmorano)
- 10ª alla Avon Running Italy ( Milano) - 36'09"
- Bronzo alla Kimono Speed Runners Tour ( Alessandria) - 17'25"

2000
- Oro alla Maratonina dell'Epifania ( Cremona-Casalmorano)
- 33ª al Campaccio ( San Giorgio su Legnano) - 22'03"

2001
- Oro alla Maratonina dell'Epifania ( Cremona-Casalmorano) - 1h19'04"
- Oro alla Corrilambro ( Milano)